# Quartier Latin
Das Quartier Latin (deutsch Lateinisches Viertel) ist das traditionelle Studentenviertel in Paris. Sein Name leitet sich von der Tatsache ab, dass die Studenten und Gelehrten der nahegelegenen Sorbonne dort über lange Zeit Latein sprachen.
Der Begriff Quartier Latin bezeichnet kein Viertel im strengen Sinne der Gliederung der Pariser Verwaltungsstruktur (das Gebiet gehört hauptsächlich zum 5. Arrondissement), sondern einen größtenteils an den Hängen der Montagne Sainte-Geneviève gelegenen Bereich mit unpräzisen Grenzen, in dem sich die Aktivitäten der Pariser Universität sowie einer Reihe anderer Bildungseinrichtungen konzentrieren. Das Quartier Latin ist einer der wenigen Orte mit Überresten der Pariser Altstadt vor der Umgestaltung durch Georges-Eugène Haussmann im 19. Jahrhundert.

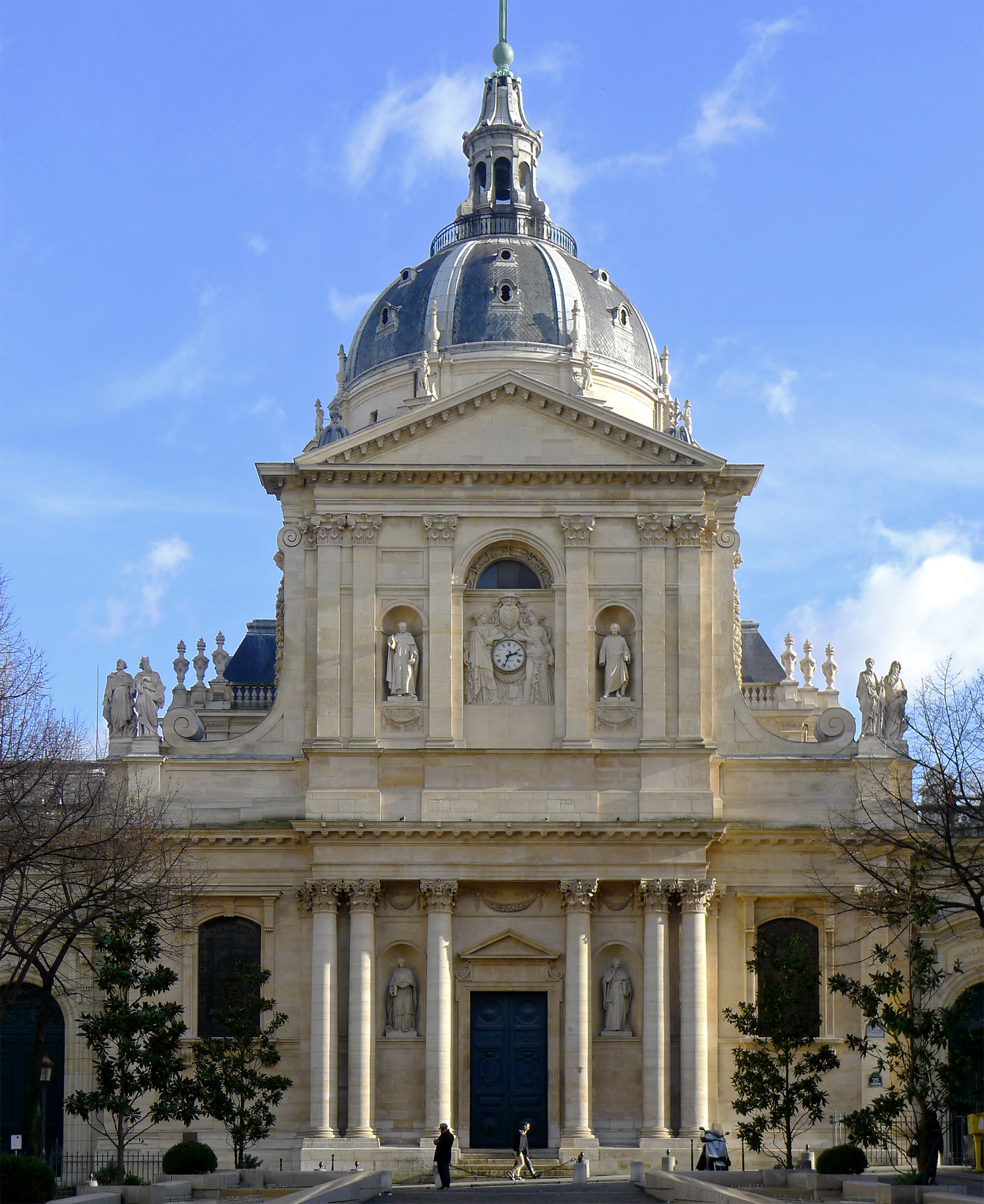
Université de la Sorbonne gesehen von der Place de la Sorbonne

## Geschichte
Viele Schriftsteller haben in der Gegend gewohnt bzw. darüber geschrieben – stellvertretend seien Honoré de Balzac, Gabriel García Márquez und Klaus Mann genannt. Im Mai 1968 war das Quartier Latin einer der Schauplätze von Studentenunruhen. Heute ist das Viertel von Tourismus und Gastronomie geprägt, beherbergt aber noch immer bedeutende akademische Institutionen. Die Mieten sind gestiegen, deshalb können Studenten dort kaum noch leben – wenn sie es tun, dann in den chambres de bonne, den ehemaligen Dienstmädchenzimmern. Heute liegen im Quartier Latin neben der Sorbonne (Paris I, Paris IV) unter anderem die École normale supérieure und die Mines ParisTech. Auch die bekanntesten französischen Gymnasien – Henri IV und Louis le Grand – befinden sich dort. An diesen beginnt die Auslese der französischen Elite mit den so genannten classes préparatoires, die nach dem Abitur auf die Aufnahmeprüfungen der Elitehochschulen (Grandes écoles) vorbereiten. 1980 wurde das Institut du monde arabe (IMA), das das Verständnis zwischen Frankreich und der arabischen Welt fördern soll, im Quartier Latin errichtet.

## Orte

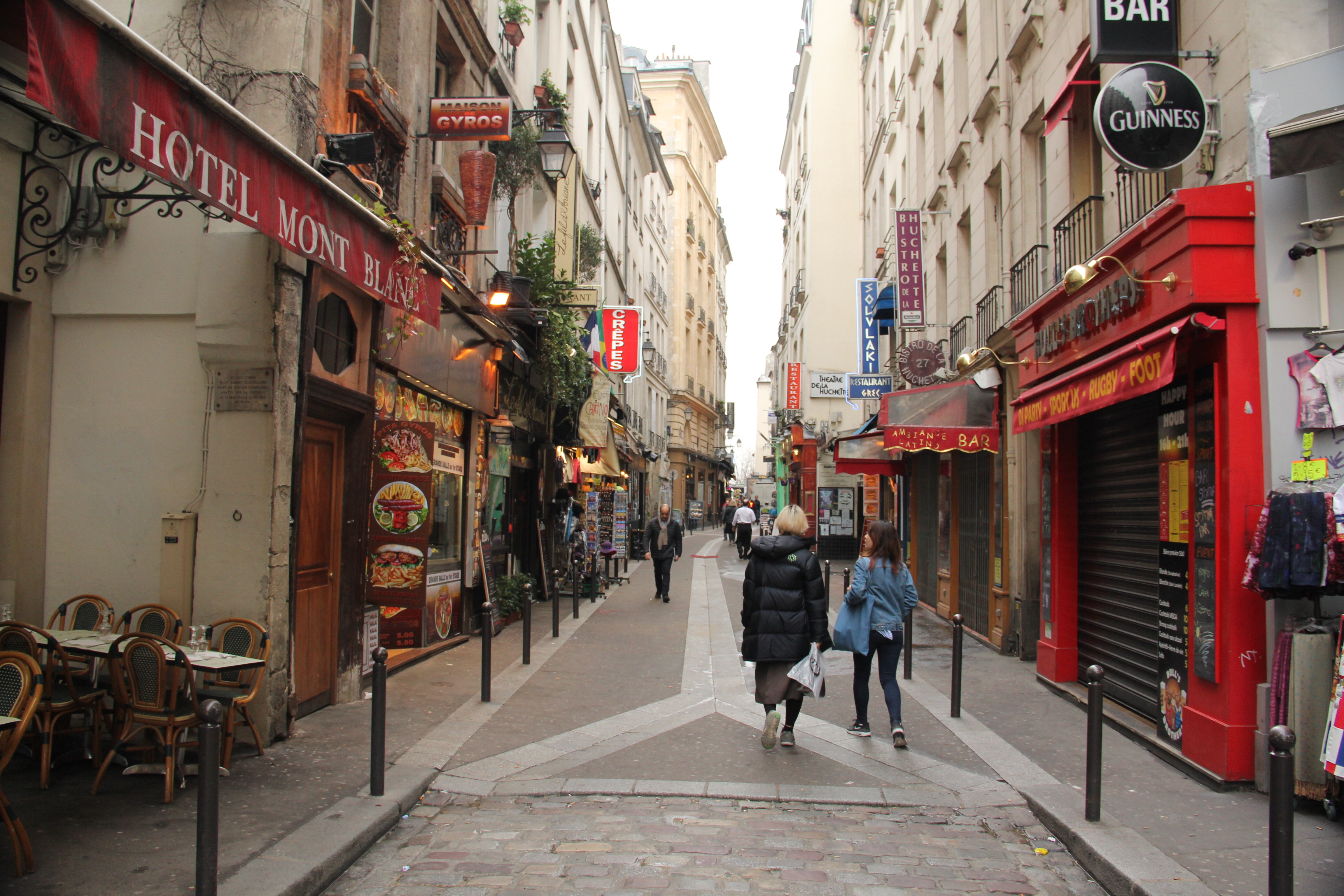
Altstädtische Gasse Rue de la Huchette

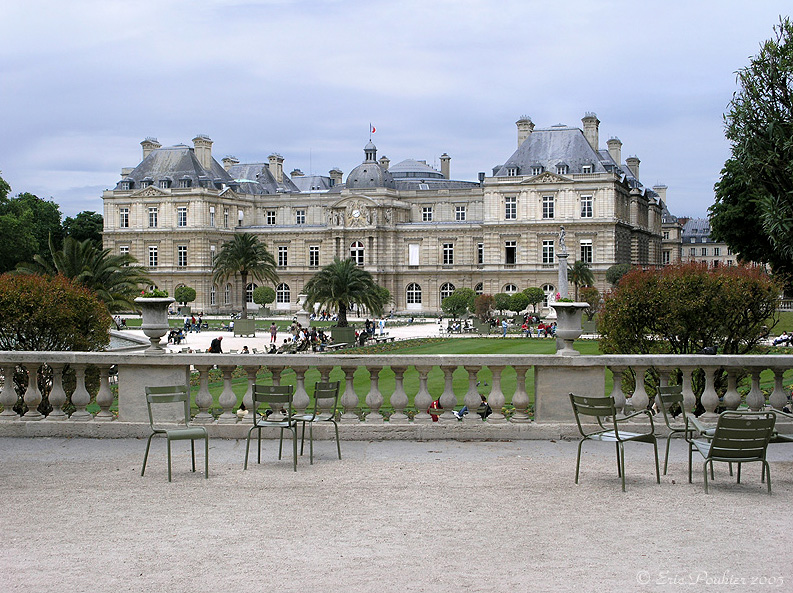
Palais du Luxembourg (Sitz des Senats) und sein Garten

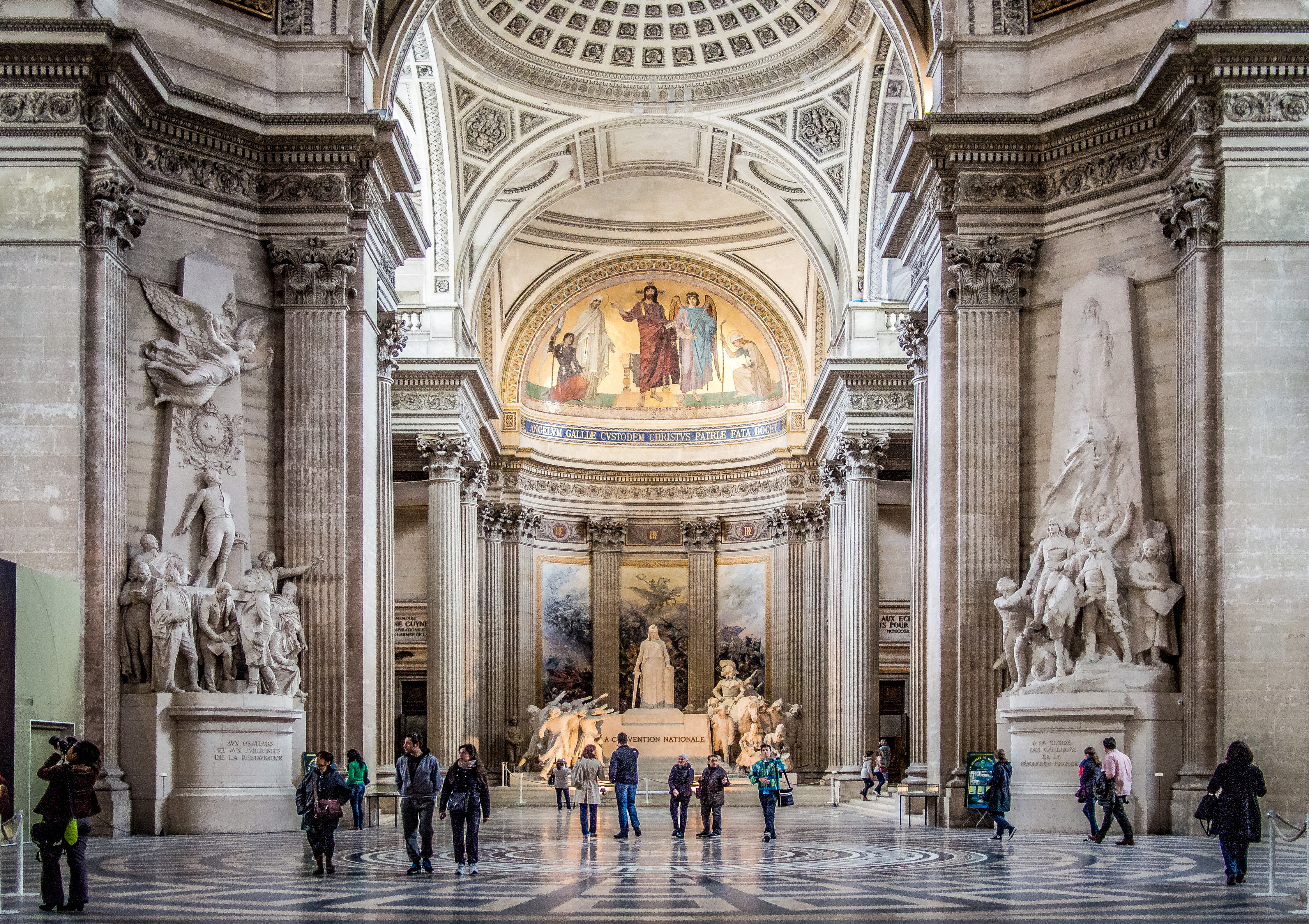
Innenansicht des Panthéons

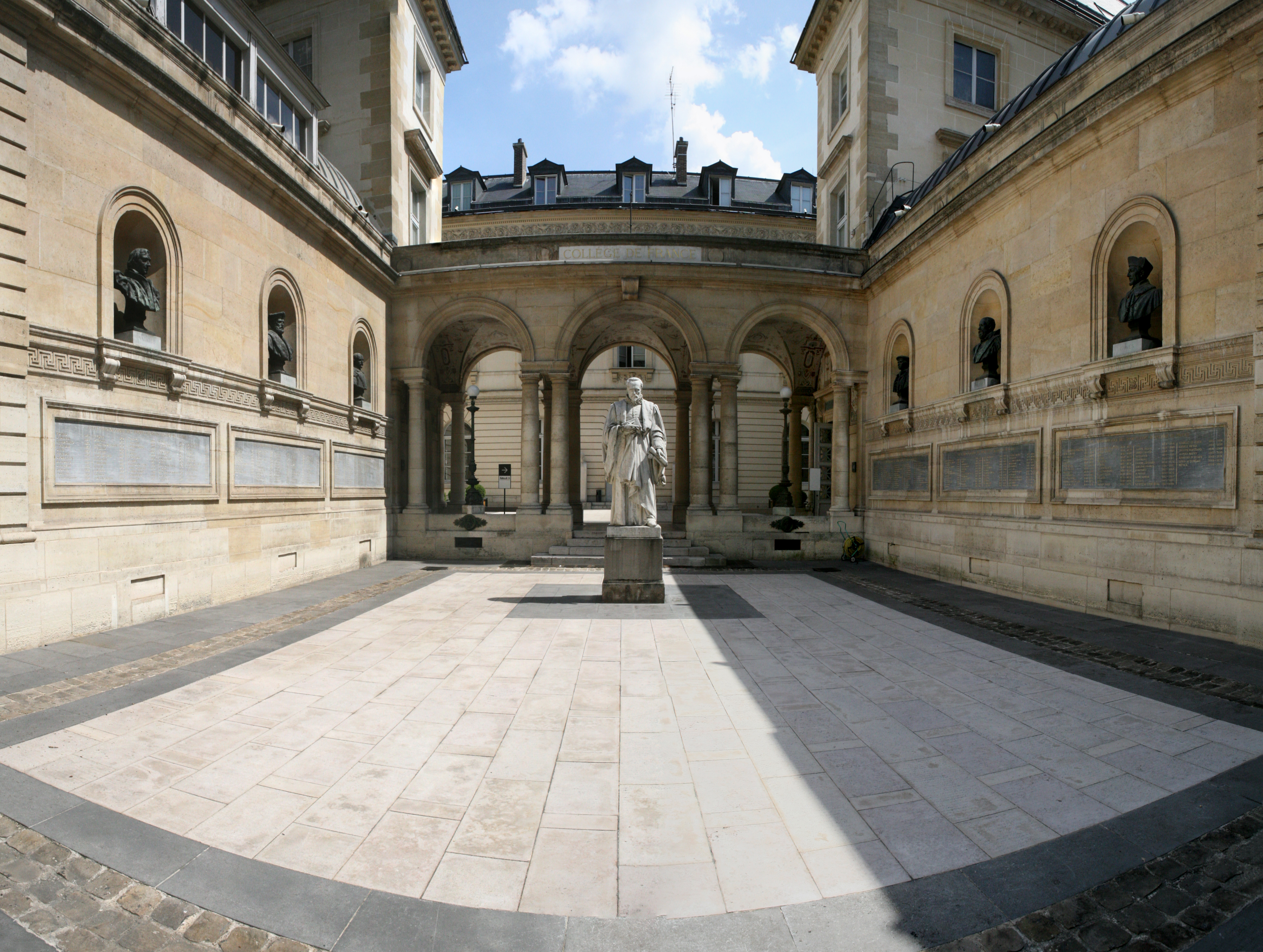
Collège de France

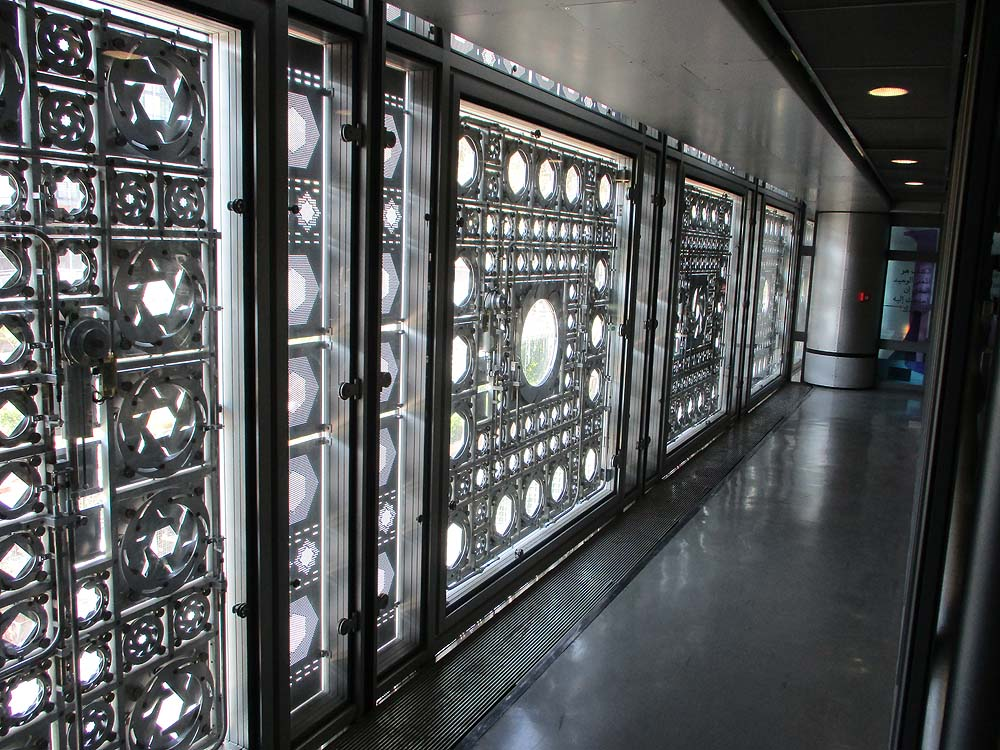
Innenansicht der lichtdurchlässigen Fassade des Institut du monde arabe

### Baudenkmäler und Museen
- Panthéon
- Collège des Bernardins
- Musée national du Moyen Âge
- Palais du Luxembourg, Sitz des Senats
- Jardin du Luxembourg
- Musée du Luxembourg
- Hôtel des Monnaies

### Römische Ruinen
- Arènes de Lutèce
- Thermes romains

### Bibliotheken, Schulen und Hochschulen
- Bibliothek Sainte-Geneviève
- Collège de France
- École nationale supérieure des mines de Paris
- École nationale des chartes
- École normale supérieure (ENS Ulm)
- École spéciale des travaux publics, du bâtiment et de l’industrie
- École supérieure de physique et de chimie industrielles de la ville de Paris (ESPCI ParisTech)
- Institut catholique de Paris
- Institut du monde arabe (IMA)
- Institut supérieur d’électronique de Paris
- Lycée Fénelon
- Lycée Henri-IV
- Lycée Lavoisier
- Lycée Montaigne
- Lycée Louis-le-Grand
- Lycée Saint-Louis
- Sorbonne
- Université Paris I Panthéon-Sorbonne
- Université Paris II Panthéon-Assas
- Université de Paris III – Sorbonne Nouvelle
- Université Paris IV-Sorbonne
- Université Paris Descartes
- Université Pierre-et-Marie-Curie
- Université Paris VII-Denis-Diderot

### Kirchen und Klöster
- Église Saint-Étienne-du-Mont
- Saint-Sulpice de Paris
- Église Saint-Séverin
- Chapelle de la Sorbonne
- Couvent des Cordeliers
- Hôtel de Cluny

### Jüdisches Seminar und Synagoge
- Séminaire israélite de France

### Vergnügungsstätten
- Paradis Latin
- Théâtre de l’Odéon
- Le Caveau de la Huchette